# Зрительная агнозия
Зри́тельная агнози́я, или опти́ческая агнози́я, — нарушение зрительного восприятия, при котором теряется возможность узнавать и определять информацию, поступающую через зрительный анализатор.
Зрительные агнозии представляют собой расстройства зрительного восприятия, возникающие при поражении корковых структур задних отделов больших полушарий и протекающие при относительной сохранности элементарных зрительных функций (остроты зрения, полей зрения, цветоощущения).

## Обзор
Высшие гностические зрительные функции обеспечиваются прежде всего работой вторичных полей зрительной системы (18-е и 19-е) и прилегающих к ним третичных полей коры больших полушарий. Вторичные 18-е и 19-е поля расположены как на наружной конвекситальной, так и на внутренней медиальной поверхностях больших полушарий. Они характеризуются хорошо развитым III слоем, в котором осуществляется переключение импульсов из одного участка коры в другой.
В 1959 году У. Пенфилдом и Г. Джаспером был проведен ряд исследований, в ходе которого было обнаружено, что при электрическом раздражении 18-го и 19-го полей появляются сложные зрительные образы. Причем не отдельные вспышки света, а знакомые лица, картины, иногда какие-то неопределенные образы. Основные сведения о роли этих участков коры больших полушарий в зрительных функциях получены из клиники локальных поражений головного мозга. Было показано, что поражение этих областей коры и прилегающих к ним подкорковых зон приводит к различным нарушениям зрительного гнозиса. Данные нарушения получили название зрительных агнозий. При всех формах расстройств зрительного гнозиса элементарные сенсорные зрительные функции остаются относительно сохранными, однако у них нарушен гностический уровень работы зрительной системы. В некоторых случаях наблюдаются также нарушения сенсорных функций, а не только гностических.
Зрительная агнозия была впервые описана в 1881 году немецким физиологом Г. Мунком. Мунк работал с собаками с поражениями затылочных долей мозга. Он обнаружил, что «собака видит, но не понимает» того, что видит; собака как будто бы видит предметы (так как не наталкивается на них), но «не понимает» их значения. Естественно, что у человека нарушения зрительных функций протекают значительно сложнее. В клинике локальных поражений головного мозга описаны разнообразные формы нарушений высших зрительных функций, или разные формы зрительных агнозий. Сам термин «агнозия» впервые был использовал в 1891 году Зигмундом Фрейдом, который занимался изучением функций нервной системы. Описанные им случаи нарушений высших зрительных функций были обозначены как «зрительная агнозия».

## Виды зрительных агнозий
- Предметная агнозия
- Оптико-пространственная агнозия
- Прозопагнозия (лицевая агнозия)
- Цветовая агнозия
- Символическая агнозия (буквенная агнозия)
- Симультанная агнозия
- Акинетопсия

В основании этой классификации лежит нарушение восприятия различных типов объектов или их признаков. Каждая форма агнозии связывается с поражением определённых структур головного мозга. Клинические психологи соотносят нарушения зрительного гнозиса с синдромами поражений затылочных и височно-теменных отделов головного мозга.

### Предметная агнозия
Предметная агнозия — одна из самых распространенных форм нарушений зрительного гнозиса, которая в той или иной степени встречается у большинства больных с поражением затылочно-теменных отделов мозга. В грубой форме предметная агнозия наблюдается лишь при двухстороннем поражении затылочно-теменных отделов мозга, то есть при двухстороннем поражении 18-го и 19-го полей. Предметная зрительная агнозия характеризуется тем, что больной видит как будто бы все, он может описать отдельные признаки предмета, но не может сказать, что же это такое. Однако в такой грубой форме предметная агнозия встречается сравнительно редко, чаще она проявляется в скрытой форме при выполнении специальных зрительных задач: например, при распознавании контурных, перечеркнутых, наложенных друг на друга, перевернутых изображений и т. д.

### Оптико-пространственная агнозия
Оптико-пространственные агнозии чаще всего наблюдаются при поражениях теменно-затылочных отделов правого или левого полушарий мозга. При оптико-пространственной агнозии у больных теряется возможность ориентации в пространственных признаках окружающей среды и изображений объектов. У них нарушается лево-правая ориентировка; они перестают понимать ту символику рисунка, которая отражает пространственные признаки объектов.

#### Односторонняя зрительно-пространственная агнозия
Возникает при поражении глубинных или конвекситальных отделов правого полушария мозга. В наиболее выраженных формах развития этой патологии обнаруживается системный дефект в виде неспособности воспринимать те составляющие зрительной стимуляции, которые попадают в левое зрительное поле.

### Прозопагнозия
Прозопагнозия или лицевая агнозия — особая форма нарушений зрительного гнозиса, при которой теряется способность узнавать реальные лица или их изображения (на фотографиях, рисунках и т. п.). Больные оказываются неспособны различить женские и мужские лица, лица детей и взрослых; не узнают лица своих родных и близких. Такие больные узнают людей (включая и самых близких) только по голосу. Лицевая агнозия возникает при поражении височно- теменно- затылочных отделов правого полушария.

### Цветовая агнозия
Цветовая агнозия также представляет собой самостоятельный тип зрительных гностических расстройств. Различают собственно цветовую агнозию и нарушение распознавания цветов как таковых (цветовая слепота или дефект цветоощущений). Цветовая слепота и нарушение цветоощущений могут иметь как периферическое, так и центральное происхождение, то есть быть связанными с поражением как сетчатки, так и подкорковых и коркового звеньев зрительной системы. Агнозия на цвета может быть констатирована только в том случае, если испытуемый не может ни выбрать из набора цветов цвета названных объектов, ни называть объекты, соответствующие указанным цветам.

### Символическая агнозия
Символическая или буквенная агнозия является особой формой зрительных агностических расстройств. В чистом виде буквенная агнозия проявляется в том, что больные, совершенно правильно копируя буквы, не могут их назвать. У них распадается навык чтения (первичная алексия). Подобное нарушения чтения встречается изолированно от других нарушений высших зрительных функций, что и дает основание выделить этот дефект в самостоятельную форму агнозии. Такие больные правильно воспринимают предметы, правильно оценивают их изображения и даже правильно ориентируются в сложных пространственных изображениях и реальных объектах, однако они «не понимают» буквы и не могут читать.

### Симультанная агнозия
Симультанная агнозия является одной из форм нарушения зрительного гнозиса, которая возникает при двустороннем или правостороннем поражении затылочно-теменных отделов мозга. Симультанная агнозия проявляется в том, что больной не может воспринять одновременно несколько зрительных объектов или ситуаций в комплексе. Обрабатывается только одна оперативная единица зрительной информации, являющаяся в данный момент объектом внимания пациента.

### Акинетопсия
Акинетопсия — зрительная агнозия движения, неспособность воспринимать движущиеся объекты. При этом восприятие статичных предметов ничем не отличается от здорового человека. Вызывается повреждением в области V5 (MT) экстрастриарной коры.